# Свідки (фільм, 2007)
«Свідки» (фр. Les témoins) — французький фільм-драма 2007 року, поставлений Андре Тешіне. Стрічку було включено до основної конкурсної програми Берлінського кінофестивалю .

## Сюжет
Париж, 1984 рік. Двадцятирічний Ману приїжджає до столиці в пошуках роботи. Він зупиняється в скромному готелі у своєї сестри Жулі. Вона готується стати оперною співачкою і намагається встановити дистанцію між собою і своїм недолугим братом-провінціалом. Ману вештається столицею, знайомиться з різними людьми, випадково втручається в їх життя, міняючи його назавжди.
Знайомство Ману з п'ятдесятирічним паризьким лікарем Адрієном переростає в задушевну і цнотливу дружбу; хлопець відкриває для себе нове коло і новий стиль життя. Адрієн пропонує юнаку йому спільне проживання, але їх стосунки не виходять за рамки платонічних.
Під час прогулянки на човні Адрієн знайомить Ману з молодятами — Сарою і офіцером паризької поліції устоїв Мехді, у яких нещодавно народився первісток. Проте це не заважає Мехді почати таємні сексуальні стосунки з Ману, який незабаром захворює СНІДом та помирає.

## В ролях
| Актор(ка)        |   | Роль     |
| ---------------- | - | -------- |
| Мішель Блан      | • | Адрієн   |
| Еммануель Беар   | • | Сара     |
| Самі Буажила     | • | Мехді    |
| Жулі Депардьє    | • | Жулі     |
| Жоан Ліберо      | • | Ману     |
| Констанс Долле   | • | Сандра   |
| Лоренцо Балдуччі | • | Стів     |
| Ален Коші        | • | шериф    |
| Ксав'є Бовуа     | • | видавець |
|                  | • | та інші  |

## Нагороди та номінації
| Рік  | Нагорода                                              | Категорія                              | Номінант     | Результат |
| ---- | ----------------------------------------------------- | -------------------------------------- | ------------ | --------- |
| 2007 | Берлінський кінофестиваль                             | Золотий лев                            | Свідки       | Номінація |
| 2007 | Чеський кінофестиваль геївського та лесбійського кіно | Приз Головного журі за найкращий фільм | Свідки       | Перемога  |
| 2008 | Премія «Сезар»                                        | Найкраща режисерська робота            | Андре Тешіне | Номінація |
| 2008 | Премія «Сезар»                                        | Найкращий актор                        | Мішель Блан  | Номінація |
| 2008 | Премія «Сезар»                                        | Найкращий актор другого плану          | Самі Буажіла | Перемога  |
| 2008 | Премія «Сезар»                                        | Найперспективніший актор               | Жоан Ліберо  | Номінація |